# 제18회 부산국제영화제
제18회 부산국제영화제는 2013년 10월 3일부터 2013년 10월 12일까지 열린 영화제이다. 사회자는 강수연, 곽부성, 송선미, 윤계상이다.

## 수상

### 뉴 커런츠상
- 파스카 - 안선경 수상
- 리모트 콘트롤 - 비암바 사키아 수상

#### 특별언급
- 경유 - 한나 에스피아 수상

### 선재상
- 홀인원을 본 적 없는 캐디 - 요셉 앙기 노엔 수상
- 여름방학 - 손태겸 수상

#### 특별언급
- 콩나물 - 윤가은 수상
- 하룻동안 - 베흐자드 아자디 수상

### 넷팩상 (아시아영화진흥기구상)
- 셔틀콕 - 이유빈 수상

### 국제영화평론가 협회상
- 10분 - 이용승 수상

### KNN 관객상
- 10분 - 이용승 수상

### 비프 메세나상
- 거리에서 - 다니엘 지브 수상
- 논픽션 다이어리 - 정윤석 수상

#### 특별언급
- 구럼비 - 바람이 분다 - 조성봉

### BNK부산은행상
- 홈 - 막시밀리언 훌트 수상

### 시민평론가상
- 한공주 - 이수진 수상
- 셔틀콕 - 이유빈 수상

### 부산시네필상
- 아버지의 정원 - 피터 리슈티 수상

### CGV 아트하우스상
- 한공주 - 이수진 수상

## 상영작

### 갈라 프레젠테이션
- 용서받지 못한 자 - 이상일
- 카달 - 마니 라트남
- 나기마 - 잔나 이사바예바
- 설국열차 - 봉준호
- 아나 아라비아 - 아모스 기타이
- 더 엑스 - 김지운

### 아시아영화의 창
- 남쪽에서 온 편지 - 아딧야 아사랏 외 5명
- 아인쉬타인과 아인쉬타인 - 초보평
- 천주정 - 지아장커
- 지난 날 - 아쉬가르 파라디
- 빙의 - 브릴얀테 멘도사
- 원스 어폰 어 타임 인 베트남 - 더스틴 응유엔
- 사나 다티 - 제롤 타로그
- 노르테, 역사가 끝나는 곳 - 라브 디아즈
- 갈망아지 - 코롤도즈 초이주반지그
- 여자 이야기 - 이다 네리나 외 4명
- 반사되지 않는 거울 - 노시르 사이도프
- 데이비드 - 비조이 남비아르
- 도모구이 - 아오야마 신지
- 향수병 - 히로하라 사토루
- 야마모리 클립공장 - 이케다 아키라
- 편지 - 락스만 우테카르
- 생선과 고양이 - 샤흐람 모크리
- 실혼 - 청몽홍
- 타이페이 팩토리 - 알리레자 하타미 외 7명
- 사랑의 삼진 - 마츠무라 싱고
- 미스 좀비 - 다나카 히로유키
- 퀸 - 비카스 발
- 지옥이 뭐가 나빠 - 소노 시온
- 죽음의 행군 - 아돌포 알릭스 주니어
- 일로 일로 - 안소니 첸
- 시작의 길 - 하라 케이이치
- 24개의 눈동자 - 키노시타 케이스케
- 페인팅 풀 - 마지아르 미리
- 더 북 - 에르볼 주마굴로프
- 집짓기 - 아딜칸 에르자노프
- 과계 - 플로라 라우
- 덫 - 파르비즈 샤흐바지
- 리얼 완전한 수장룡의 날 - 구로사와 기요시
- 곡상녀 - 리타 후이
- 투게더 - 사란유 지랄락
- 닫힌 커튼 - 자파르 파나히 외 1명
- 사랑에 대해 이야기할 때 말하지 않는 것들 - 몰리 수리아
- 나이팅게일 - 필립 뮬
- 키싸: 더 고스트 이즈 어 론리 트래블러 - 아눕 싱
- 외팔이 - 장철
- 마리는 행복해 - 나와폰 탐롱라타라닛
- 모라토리움기의 다마코 - 야마시타 노부히로
- 떠돌이 개 - 차이밍량
- 실론 - 산토시 시반
- 당신을 위한 선물 - 다이 요시히코
- 사티아그라하 - 프라카쉬 자
- 오마르 - 하니 아부 아사드
- 여름의 끝 - 쿠마키리 카즈요시
- R100 - 마츠모토 히토시
- 런치박스 - 리테쉬 바트라
- 그렇게 아버지가 된다 - 고레에다 히로카즈
- 하모니 레슨스 - 에미르 바이가진
- 어 타임 인 쿠치 - 장초치
- 창백한 하늘 - 바흐람 타바콜리

### 뉴 커런츠
- 어게인 - 카나이 준이치
- 화장실 블루스 - 디르마완 하타
- 경유 - 한나 에스피아
- 이스트무스 - 소파완 분니미트라
- 물 - 기리시 말릭
- 파스카 - 안선경
- 늙은 여인의 이야기 - 알렉세이 고를로프
- 콘크리트 클라우드 - 리 차타메티쿨
- 10분 - 이용승
- 해바라기 - 메흐디 파리자드
- 소녀 - 최진성
- 리모트 콘트롤 - 비암바 사키아

### 한국영화의 오늘

#### 파노라마
- 마이보이 - 전규환
- 누구의 딸도 아닌 해원 - 홍상수
- 시선 - 이장호
- 뫼비우스 - 김기덕
- 또 하나의 가족 - 김태윤
- 어떤 시선 - 민용근 외 3명
- 사이비 - 연상호
- 톱스타 - 박중훈
- 무명인 - 김성수
- 애비 - 장현수
- 배우는 배우다 - 신연식
- 우리 선희 - 홍상수
- 롤러코스터 - 하정우
- 베를린 - 류승완

#### 비전
- 스톤 - 조세래
- 셔틀콕 - 이유빈
- 신의 선물 - 문시현
- 보호자 - 유원상
- 못 - 서호빈
- 안녕, 투이 - 김재한
- 다이너마이트맨 - 정혁원
- 한공주 - 이수진
- 족구왕 - 우문기
- 조난자들 - 노영석

### 한국영화회고전
- 개벽 - 임권택
- 장군의 아들 - 임권택
- 짝코 - 임권택
- 삼국대협 - 임권택
- 아제 아제 바라아제 - 임권택
- 춘향뎐 - 임권택
- 사편제 - 임권택
- 티켓 - 임권택
- 안개 마을 - 임권택

### 월드 시네마
- 더번 포이즌 - 앤드류 워스데일
- 미스터리 로드 - 아이반 센
- 약속 - 드니 데르쿠르
- 우마 - 쿠네이트 카야
- 충동 - 그레고르 쉬니츠러
- 종말 - 세바스찬 프릿취
- 가족투어 - 릴리아나 토레스
- 빅+플로 쏘우 어 베어 - 드니 코테
- 우리는 불법노동자 - 호세 루이스 바예
- 라파스 - 산티아고 로사
- 카스바 - 야리브 호로위츠
- 파라다이스: 호프 - 울리히 사히들
- 아들의 자리 - 칼린 페터 네쩌
- 이다 - 파벨 포리코브스키
- 숏텀 12 - 데스틴 크리튼
- 제5부 - 빌 콘돈
- 인사이드 르윈 데이비스 - 조엘 코언 외 1명
- 보그만 - 알렉스 반 바르메르담
- 내 죽음의 이야기 - 알베르 세라
- 아르네의 유산 - 토어스텐 슈미트
- 톰 앳 더 팜 - 자비에 돌란
- 성스러운 도로 - 잔프란코 로시
- 돌이킬 수 없는 - 클레어 드니
- 아델의 삶-1&2 - 압델라티프 케시시
- 찰리의 진실 - 엠마누엘 쉬리니안
- 허니문 - 얀 흐르베이크
- 네 몸에서 흐르는 눈물의 이상한 색깔 - 엘렌 카테 외 1명
- 질투 - 필립 가렐
- 용감무쌍 - 지아니 아멜리오
- 럭비에 실린 희망 - 엔리코 마리아 아르탈레
- 바웬사, 희망의 인간 - 안제이 바이다
- 팔레르모의 결투 - 엠마 단테
- 은밀 부위 - 나타샤 메르쿨로바 외 1명
- 커다란 노트 - 야노스 자즈
- 올 이즈 로스트 - J.C. 챈더
- 부카레스트에 땅거미가 지면 - 코르넬리우 포룸보이우
- 프린스 아발란체 - 데이빗 고든 그린
- 어느 남편의 부인 살리기 - 다니스 타노비치
- 신부님의 아이들 - 빈코 브레잔
- 은신 - 얀 키다바 블론스키
- 오스카 그랜트의 어떤 하루 - 라이언 쿠글러
- 헬리 - 아마트 에스칼란테
- 문이 닫힙니다 - 샘 플라이쉬너
- 늑대들 - 나봇 파푸샤도 외 1명
- 3X3D - 피터 그리너웨이 외 1명
- 나의 달콤한 페퍼 랜드 - 이네 살림
- 호수의 이방인 - 알랭 기로디
- 그리그리 - 마하마트 살레 하룬
- 베스트 오퍼 - 쥬세페 토르나토레
- 리얼리티 쇼 - 애덤 리프킨
- 글로리아 - 세바스티안 렐리오

### 플래시 포워드
- 뛰고 싶은 사라 - 클로에 로비샤드
- 그랜드 센트럴 - 레베카 즐로토브스키
- 곱슬머리 - 마리아나 론돈
- 메탈헤드 - 라그나 브라가손
- 폭력녀 - 알렉산드로스 아브라나스
- 동창회 - 안나 오델
- 클라이드 - 라미로 벨란저
- 표류 - 베니 반덴드리쉬
- 두 의사와 아가씨 - 악셀 로페르
- 닫집 - 에어런 윌슨
- 파랑새 - 랜스 에드먼즈
- 유다 - 안드레이 보가티레프
- 바다 - 스티븐 브라운(영어판)
- 드림랜드 - 페트라 비온디아 볼페
- 레프리 - 파울로 주카
- 소외 - 밀코 라자로프
- 순결한 여자 - 라민 마틴
- 이기적인 거인 - 클라이오 바나드
- 딜리셔스 - 태미 라일리 스미스
- 경사 해리건 - 빈스 우즈
- 로켓 - 킴 모돈트
- 해피 엔딩 - 존 맥케이
- 홈 - 막시밀리언 훌트
- 구원자 - 파비오 그라사도니아 외 1명
- 황금 우리 - 디에고 퀘마다 디에즈
- 아파치 - 티에리 드 페레티
- 굿 나잇 - 션 H. A. 갤라거
- 미래 - 알리시아 셜슨
- 당신이 원하는 그것 - 알바로 벨라르데
- 나의 애견 킬러 - 미라 포르나요바
- 물오리 - 야니스 사카리디스

### 와이드 앵글
- 주리 - 김동호
- 하룻동안 - 베흐자드 아자디
- 순천 - 이홍기
- 에르 토스틱과 용 - 다네노프 자켄 주마갈리에비치
- 세 개의 전구 - 민 딩
- 조니는 돌로레스를 사랑해 - 클라리사 데로스 리예스
- 담장 너머 - 루시 개피
- 아버지의 땅 - 텐진 체탄 초클리
- 싱가포르에게, 사랑을 담아 - 탄 핀핀
- 경계에서 꿈꾸는 집 - 김량
- 구피와 바가의 세계 - 실파 라나데
- 와인을 향한 열정 - 데이빗 로치 외 1명
- 세이프 - 문병곤
- 그의 미소 - 모흐센 마흐말바프
- 사랑에 빠진 재즈 - 베이비 루스 빌라라마
- 지나간 현재 - 셔우 티옹 구안
- 봄날에 찾아온 그녀 - 안토네타 카스트라티
- 하이브리드 - 마츠나가 다이시
- 천 한 개의 사과 - 타하 카리미
- 마지막 부당한 자 - 클로드 란즈만
- 소울 푸드 이야기 - 토니슬라브 흐리스토프
- 아버지의 정원 - 피터 리슈티
- 아침 산책 - 옴카르 바르베
- 마지막 정거장, 유령 굴뚝 - 토미나 테츠야
- 웃으세요 - 원풍연
- 언젠가 그 시절엔 - 이안 알라디체 외 1명
- 그런 여자들 - 구윤희
- 남동생 - 루유라이
- 이 별에 필요한 - 김용완
- 문어를 그리는 아이 - 한여울
- 내 생애 첫 - 김주호
- 웰컴 투 오스트레일리아 - 백소희
- 누군가 숲으로 간다 - 츠엉민퀴
- 그림자도 없다 - 김종우
- 초아일기 - 장유빈
- 선거운동원 - 디웨도 아마디
- 머나 먼 불빛 - 알렉산더 라우
- 홀인원을 본 적 없는 캐디 - 요셉 앙기 노엔
- 수확자 - 아비라시 찬드라
- 여기에 시는 없다 - 칼링가 데샤프리야 비타나게
- 열두 달의 영원한 밤 - 프리실라 파디야
- 내 이름은 아닌아 - 알프레도 소데르기트
- 경희 - 김희진
- 여름방학 - 손태겸
- 나는 총알이다 - 홍대영
- 콩나물 - 윤가은
- 영향 아래의 여자 - 추상미
- 심야배송 - 이승주
- 왕의 육체 - 주앙 페드로 로드리게스
- 위대한 실종 - 라브 디아즈
- 이모 죽이기 - 마테우싀 글로와키
- 킬리만자로 - 니마 유세피
- 구럼비 - 바람이 분다 - 조성봉
- 푸줏간 이야기 - 하나부사 아야
- 산다 - 김미례
- 논픽션 다이어리 - 정윤석
- 거리에서 - 다니엘 지브
- 잉여들의 히치하이킹 - 이호재
- 나는 아직 살아있다: 페루의 음악혼 - 하비에르 코르쿠에라
- 풍경 - 장률
- 광기가 우리를 갈라놓을 때까지 - 왕빙
- 안녕?! 오케스트라 - 이철하
- 심야 뉴스 - 구오 시아루
- 세탁실 만화경 - 플로리안 드빈 외 1명
- 잃어버린 사진 - 리티 판
- 개구쟁이 보카의 대모험 - 레오 리
- 저패니메이션 마스터스 콜렉션: 화요진, 무기여 안녕, 감보, 구십구 - 가토키 하지메 외 3명

### 오픈 시네마
- 요리대전 - 진옥훈
- 감시자들 - 조의석, 김병서
- 달려라 밀카 달려 - 라케이시 옴프라카시 메흐라
- 침묵의 목격자 - 비행
- 나와 엄마 이야기 - 기욤 갈리엔
- 과거를 찾아서 - 리치 메타
- 더 테러 라이브 - 김병우
- 나는 파리다 - S.S. 라자몰리

### 특별기획 프로그램
- 녹색의자 2013 - 러브 컨셉츄얼리 - 박철수
- 수르제키-죽음의 천사 - 다미르 마나바이
- 느린 바다, 빠른 강 - 마랏 사룰루
- 와일드 이스트 - 라쉬드 누그마노프
- 발코니 - 칼리백 살리코프
- 장군 - 존 부어만
- 크라잉 게임 - 닐 조던
- 원스 - 존 카니
- 마이클 콜린스 - 닐 조던
- 마지막 군주 레오 - 존 부어만
- 아버지의 이름으로 - 짐 쉐리단
- 천사의 아이들 - 짐 쉐리단
- 개러지 - 레니 에이브러햄슨
- 가난한 사람들 - 자항기르 카시모프
- 압둘라얀 혹은 스티븐 스필버그에게 바침 - 줄피코르 무소코프
- 301 302 - 박철수
- 학생부군신위 - 박철수
- 들개 - 박철수
- 에미 - 박철수
- 남자들만의 여행 - 존 버틀러
- 인생은 미풍 - 랜스 데일리
- 영원한 사랑 - 브렌든 멀다우니
- 축복받은 부카라 - 바코 사디코프
- 존재 - 탈립 카미도프

### 미드나잇 패션
- 마지막 여름 - 사란유 지랄락 외 2명
- 흉악 - 어느 사형수의 고발 - 시라이시 카즈야
- 엔드 오브 디 어스 - 데렉 리
- 흉폭 - 마이클 S. 오헤이다
- 조지 로메로의 새벽의 저주 3D - 조지 로메로
- 라이프 딜럭스 - 얀스 욘손
- 리턴 - 마누엘 카르바요
- 피막 - 반종 피산다나쿤
- 그랜드 피아노 - 유지니오 미라
- 치명적 믿음 - 카트린 게베
- 미결처리자 - 미켈 노르가드
- 애프터파티 - 미겔 라라야